# Johann Staden
Johann Staden (baptisé le 2 juillet 1581 – 15 novembre 1634) est un organiste baroque et compositeur allemand. Il est surtout connu pour être le fondateur de l'école dite de Nuremberg,.

## Biographie
Johann Staden est le fils de Hans Staden et Elisabeth Löbelle. La date exacte de sa naissance est inconnue ; il faut croire qu'il était né à Nuremberg en 1581, selon son seul portrait conservé. Les archives montrent cependant un certain Johannes Starnn, baptisé en juillet 1581. 
À dix-huit ans, Staden est déjà célèbre et sert en tant qu'organiste de l'une des églises de la ville. En 1604, il est employé comme organiste à la cour de Bayreuth. Il se marie la même année. En 1605, la cour déménage à Kulmbach et Staden y reste jusqu'en 1610, et publie deux recueils de chansons profanes, Neue teutsche Lieder (1606) et Neue teutsche geistliche Gesäng (1609). Il peut avoir visité Bayreuth de nouveau en 1610 et retourne à Nuremberg en 1611, où sa fille est baptisée cette année-là.
En juin 1612, il quitte Nuremberg pour succéder à Hans Leo Hassler, organiste de la cour de Dresde. Il y reste entre 1614-1615, lorsqu'il est nommé organiste à la Spitalkirche de Nuremberg, le 20 juin 1616. Plus tard dans l'année, il s'installe à l'église Saint-Laurent (Lorenzkirche), à la succession de Kaspar Hassler. Enfin, en 1618, il accepte le poste le plus prestigieux à Nuremberg : organiste à l'église de Saint-Sébald (Sebalduskirche), position qu'il occupe jusqu'à sa mort, en 1634.

## Style et influence
Beaucoup des œuvres de Johann Staden sont conservées dans des collections imprimées. Ses premières œuvres publiées sont des lieder profanes de la Neue teutsche Lieder (1606), un autre volume du même titre, Neue teutsche Lieder (1609) et Vénus kräntzlein a (1610). Les lieder sont de conception rythmique et harmonique simple et n'usent pas ou peu du contrepoint imitatif. De la même veine sont ses chants sacrés, dont il publie également plusieurs recueils. Ses autres musiques sacrées sont d'un intérêt plus important : l'Harmoniae sacrae (1616) contient quelques-uns des premiers concertos sacrés allemands et l'introduction des conceptions de la basse continue obligée, un accompagnement instrumental indépendant et le concerto-soliste, de la tradition de Nuremberg. Ces caractéristiques se trouvent également dans d'autres collections de musique chorale sacrée. Le style de base reste cependant celui du motet. La musique instrumentale de Staden se compose de près de deux cents pièces, notamment diverses formes de danses, mais également certaines des premières sonates instrumentales allemandes. Ces pièces pourraient avoir été écrites à l'intention d'un ensemble nommé Nuremberg Musikkränzlein.
Johann Staden est en son temps très réputé en tant qu'enseignant. Il contribue à la création de la tradition musicale de Nuremberg et son plus important élève, Johann Erasmus Kindermann, transmet cette tradition par ses propres élèves, de  Georg Caspar Wecker et Heinrich Schwemmer aux frères Krieger et finalement à Johann Pachelbel, qui étudie avec Wecker et Schwemmer. Parmi les autres élèves de Staden figurent ses trois fils (Johann, Adam et Sigmund Theophil Staden) et quelques compositeurs de Nuremberg de moindre importance. En dehors de l'établissement de l'école dite de Nuremberg par le biais de la formation des jeunes musiciens, les activités de Staden durant les années 1620-1630 incluent l'évaluation de la nouvelle musique dédiée à la ville (notamment les  Geistliche Concerten [« Concerts spirituels »] de Samuel Scheidt de 1634).

## Œuvre
- Venuskränzlein, gewidmet Markgraf Christian von Brandenburg-Bayreuth (1610)
- Harmoniae sacrae pro festis praecipuis totius anni (1616)
- Neue Pavanen, Galliarden, Couranten, Intraden und Canzonen (1618)
- Harmoniae novae sacrarum cantionum (1628)
- Hertzens-trosts-Musica (1630)
- Musicalischer Freuden- und Andachtswecker (1630)
- Trauerlied zum Tode Gustav II. Adolfs von Schweden (1632) pour  Gustave II Adolphe
- Operum Musicorum Posthumorum (1643)
- Neue deutsche Lieder nach Art der Villanellen
- Neue deutsche Lieder samt etlichen Galliarden
- Neue teutsche geistliche Gesäng
- Hauß-Music
- Geistlicher Music-Klang
- Davids-Harpfe